# 마리오 세인트-아맨드
마리오 세인트-아맨드(Mario Saint-Amand, 1968년 1월 23일 ~ )는 캐나다의 배우이다.
세틸에서 태어났다.

## 영화
- 더 보이스 오브 더 섀도우 (2013년) - 토마스 역
- 게리 (2011년) - 게리 역
- 카르미나 (1996년)